# Moxostoma valenciennesi
Moxostoma valenciennesi es una especie de peces de la familia Catostomidae en el orden de los Cypriniformes.

## Morfología
• Los machos pueden llegar alcanzar los 80 cm de longitud total.

## Distribución geográfica
Se encuentran en Norteamérica.